# Lucy Sarneel
Lucy Sarneel (Maastricht, 4 maart 1961 - Amsterdam, 28 december 2020) was een Nederlands beeldend kunstenaar die actief was als sieraadontwerper.

## Biografie
Ze was dochter van Carla van Beusekom en kunstenaar Ko Sarneel. Sarneel is opgeleid aan de Stadsacademie Maastricht (1982-1985) en aan de Gerrit Rietveld Academie te Amsterdam (1985-1989). Onno Boekhoudt, Ger Zijlstra en Joke Brakman waren daarbij mensen die haar hebben gevormd. Karakteristiek aan het werk van Sarneel is het gebruik van doosjes en zink. Ook past zij zegellak, schelpen, goud, papier en hout toe. Rond 1993 vervaardigde zij sieraden met daarin miniaturen van gereedschappen om de beschouwer te wijzen op de door machines gemaakte producten en als ode aan het ambacht.
Sarneel gaf gastlessen aan de Gerrit Rietveld Academie en aan Alchimia te Florence.

## Prijzen (selectie)
- 1999 - Emmy van Leersum Prijs
- 2002 - Marzee Prijs